# Imamzadeh Hamzah

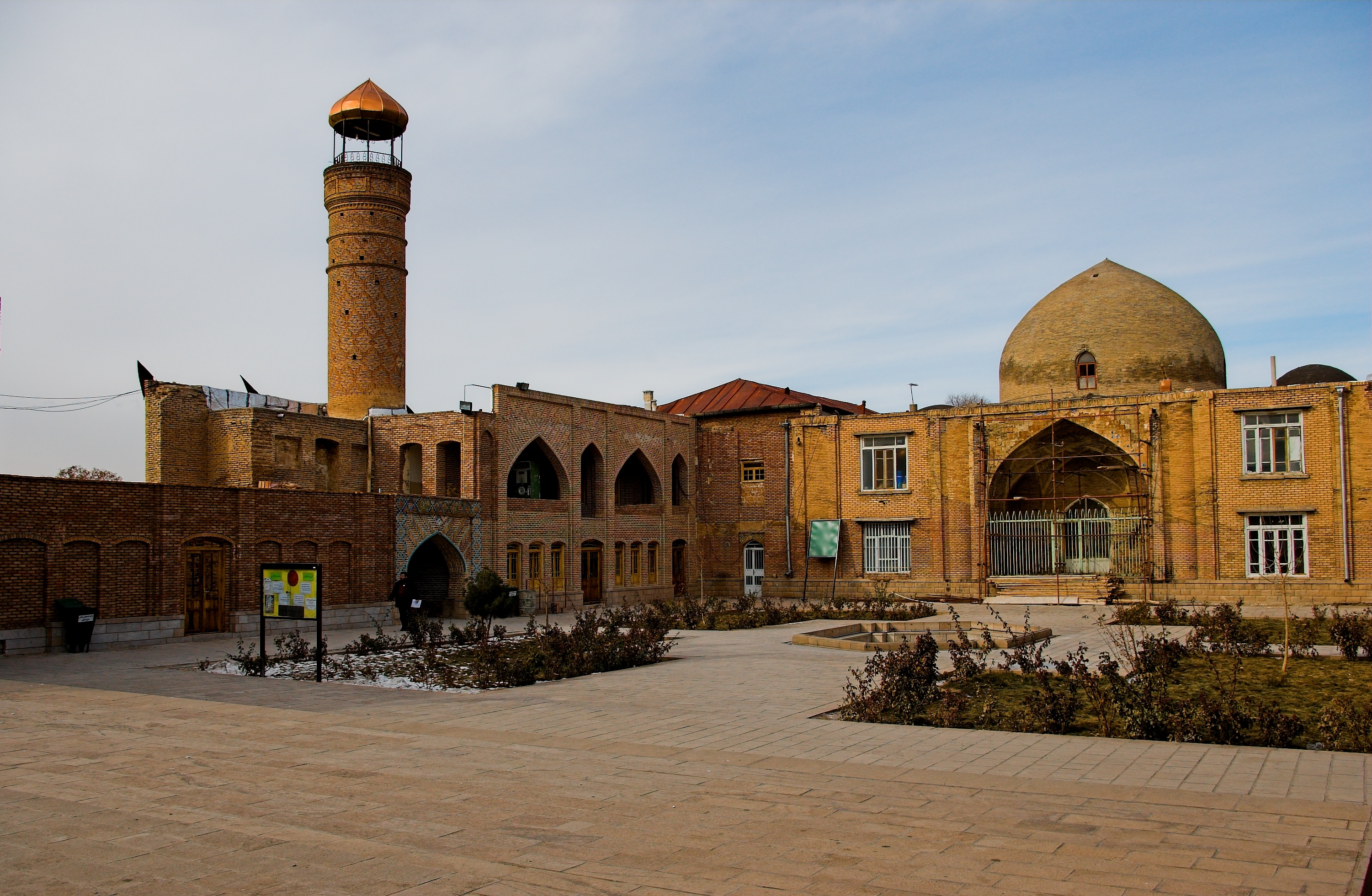
Imamzadeh Hamzah

De Imamzadeh Hamzah (Perzisch: امامزاده سيد حمزه) is een moskeecomplex met een imamzadeh in Tabriz, (Iran). De moskee bevat het graf van Hamzah, zoon van Moesa al-Kazim, een van de twaalvers.
De Imamzadeh Hamzahmoskee is gelegen in de voorstad Sheshgelan van Tabriz, naast de Maqbaratoshoara en het Museum van Ostad Bohtouni. Het is ook gelegen in de buurt van  het Amir Nezamhuis, het huis van Seghat-ol Islam en de Saheb-ol Amrmoskee.